# La Batalla (revista)
La Batalla fue una publicación quincenal anarquista feminista aparecida en la primera mitad del siglo XX en Montevideo, Uruguay

## Origen
En  la primera quincena de julio de 1915 apareció el primer número de esta publicación, siendo la Directora María Collazo. Su encabezamiento fue periódico de Ideas y de Críticas. En sus artículos buscaba despertar en sus lectores el espíritu crítico de su época y pensar en el futuro del país y de sus habitantes. La revista se financiaba con los aportes de sus lectores y picnics al costado del arroyo Miguelente en Montevideo. Se mantuvo hasta 1927 y tuvo una segunda época en 1934.